# Camptotypus apicalis
Camptotypus apicalis là một loài tò vò trong họ Ichneumonidae.